# 西郷村 (大阪府)
西郷村（さいごうむら）は、大阪府豊能郡にあった村。現在の能勢町の中部にあたる。

## 地理
- 山岳：竜王山、城山、剣尾山
- 河川：大路次川

## 歴史
- 1889年（明治22年）4月1日 - 町村制の施行により、能勢郡宿野村・柏原村・下田村・大里村・片山村・平通村・栗栖村の区域をもって発足。
- 1896年（明治29年）4月1日 - 所属郡が豊能郡に変更。
- 1931年（昭和6年）1月1日 - 枳根荘村と合併して昭和村が発足。同日西郷村廃止。